# Metoposcopia

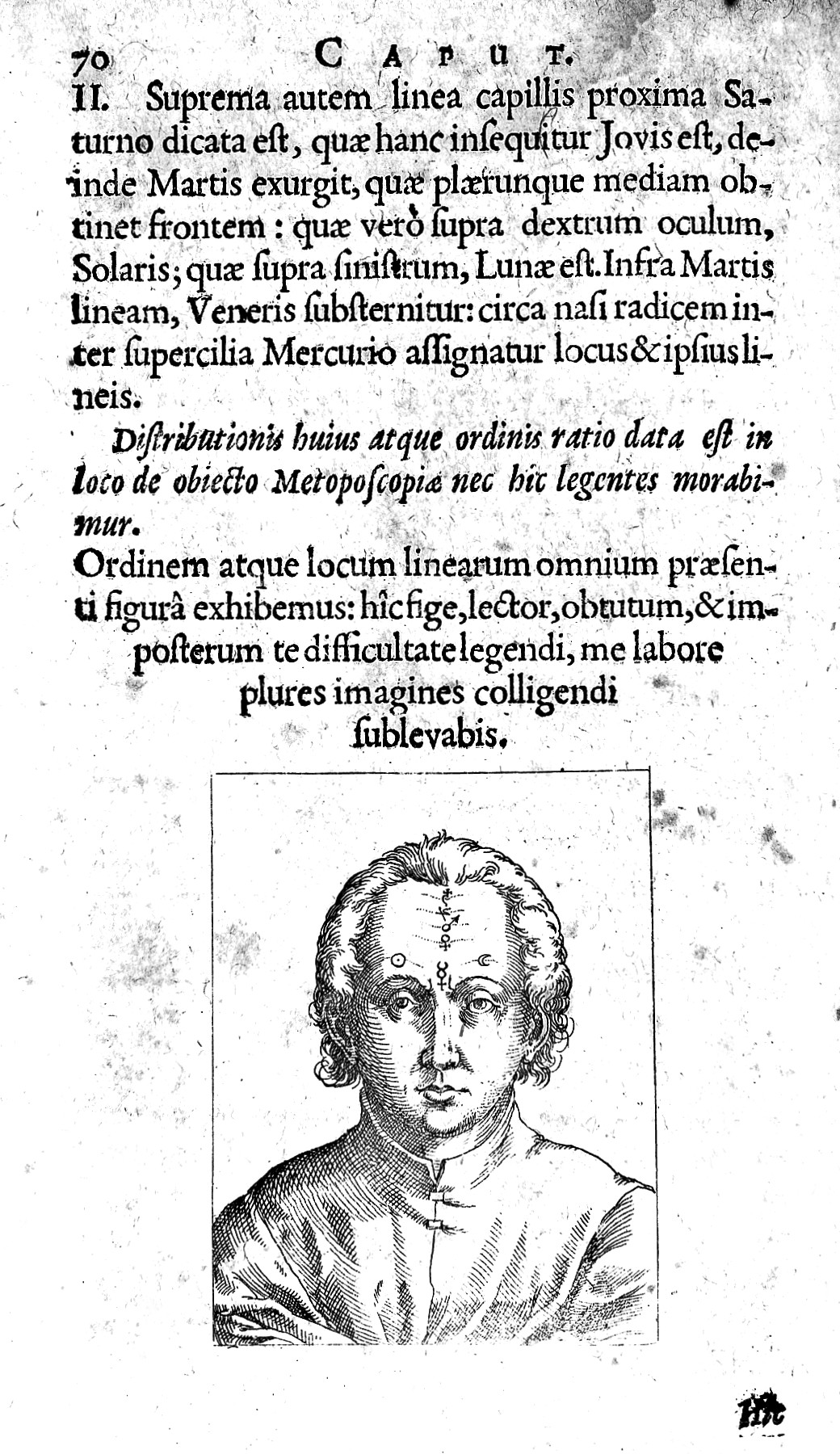
Schema tratto da Metoposcopia di Samuel Fuchs, 1615

La metoposcopia, dal greco antico: μέτωπον?, métōpos, "fronte" e σκοπεῖν, skopéin, "osservare, esaminare", è una forma di divinazione il cui scopo è prevedere la personalità, il carattere e il destino del soggetto osservato analizzando il disegno di linee, rughe e segni sulla sua fronte. Era già in uso nell'antichità classica e si diffuse nel medioevo, raggiungendo il suo apice tra XVI e XVII secolo.

## Storia
Apione, secondo Plinio il Vecchio, scrisse di un metoposcopos in grado di giudicare l'età di una persona e quanto questa sarebbe vissuta. Secondo Svetonio, un praticante della metoposcopia determinò che Tito, e non Britannico, sarebbe diventato imperatore. Giovenale considerava la metoposcopia una pratica plebea.
La metoposcopia ha un ruolo di primo piano nello Zohar. Isaac Luria (1534 - 1572), rabbino della Siria considerato il fondatore della Cabala contemporanea, praticava una forma di metoposcopia nella quale veniva interpretato l'aspetto delle lettere ebraiche riconoscibili sulla fronte.
Durante il XVI e il XVII secolo furono pubblicati molti libri sulla metoposcopia. La pratica fu sviluppata da Gerolamo Cardano, considerato uno dei principali matematici del Rinascimento: la sua opera fondamentale Metoposcopia libris tredecim, et octingentis faciei humanae eiconibus complexa, illustrata con le incisioni di 800 fronti, fu scritta nel 1558 e pubblicata postuma nel 1658. Dell'argomento si interessò Giovanni Antonio Magini. Ciro Spontoni pubblicò un testo illustrato su questa pratica.

## Critiche
Jean Bodin denunciò la metoposcopia nella sua opera De la démonomanie des sorciers del 1580. La pratica fu vietata da Papa Sisto V nel 1586.